# Área metropolitana de Eau Claire
El área metropolitana de Eau Claire o Área Estadística Metropolitana de Eau Claire-Chippewa Falls, WI MSA, como la denomina la Oficina de Administración y Presupuesto, es un Área Estadística Metropolitana centrada en las ciudades de Eau Claire y Chippewa Falls, en el estado de Wisconsin, Estados Unidos. Su población según el censo de 2010 es de 161.151 habitantes, convirtiéndola en la 245.º área metropolitana más poblada de los Estados Unidos.

## Composición
Los 2 condados del área metropolitana, junto con su población según los resultados del censo 2010:
- Chippewa– 62.415 habitantes
- Eau Claire– 98.736 habitantes

## Área Estadística Metropolitana Combinada
El área metropolitana de Eau Claire es parte del Área Estadística Metropolitana Combinada de Eau Claire-Menomonie, WI CSA junto con el Área Estadística Micropolitana de Menomonie, WI µSA; totalizando 205.008 habitantes en un área de 6.606 km².

## Principales Comunidades
| Ciudades - Altoona - Chippewa Falls - Eau Claire - Menomonie Villa - Lake Hallie Lugares designados por el censo - Jim Falls - Lake Wissota - Seymour | Pueblos - Anson - Brunswick - Eagle Point - Hallie - Lafayette - Pleasant Valley - Seymour - Tilden - Union - Washington - Wheaton |